# Eisenheim
Eisenheim là một đô thị ở huyện Würzburg bang Bayern, Đức.